# Voločyský rajón
Voločyský rajón (ukrajinsky Волочиський район) byl rajón v Chmelnycké oblasti na Ukrajině. Hlavním městem byl Voločysk a rajón měl přibližně 50 tisíc obyvatel. 

## Sídla v rajónu
- Narkevyči
- Vijtivci
- Voločysk